# Cactus
Els cactus (Cactaceae) són una família de plantes de l'ordre de les cariofil·lals que conté unes 1.750 espècies conegudes repartides en aproximadament 127 gèneres. La paraula «cactus» deriva a través del llatí del mot grec antic κάκτος, kaktos, nom utilitzat originalment per Teofrast per a referir-se a una planta espinosa de la qual es desconeix la identitat exacta. Els cactus tenen una gran varietat de formes i mides. La majoria d'espècies ocupen hàbitats amb un cert grau d'aridesa. N'hi ha moltes que viuen en medis extremament secs, fins i tot al desert d'Atacama, un dels indrets més secs del món. Els cactus han desenvolupat moltes adaptacions que els permeten conservar aigua. Gairebé tots els cactus són suculents, és a dir, tenen teixits gruixuts i carnosos on emmagatzemen aigua. A diferència de moltes altres plantes suculentes, en la majoria de cactus la tija és l'única part on es produeix aquest procés vital. La majoria d'espècies manquen de fulles autèntiques i només disposen d'espines, que són fulles molt modificades. A més de servir de defensa contra els herbívors, les espines contribueixen a reduir la pèrdua d'aigua evitant que passi gaire aire prop del cactus i proporcionant-li una mica d'ombra. Com que els cactus manquen de fulles, duen a terme la fotosíntesi a la tija, que és relativament gran. Els cactus són originaris de les Amèriques, on la seva distribució s'estén des de l'oest del Canadà al nord fins a la Patagònia al sud. L'única excepció és Rhipsalis baccifera, que també es troba a Àfrica i Sri Lanka.
Les espines dels cactus sorgeixen de les arèoles, unes estructures especialitzades que en realitat són branques molt reduïdes i representen una de les característiques distintives d'aquest grup. A més a més de les espines, les arèoles produeixen flors, generalment tubulars i amb diversos pètals. Molts cactus tenen períodes vegetatius curts i dormicions llargues. Quan plou, encara que sigui poc, reaccionen amb promptitud gràcies a un sistema d'arrels extens però relativament poc profund que absorbeix tota l'aigua que arribi a la superfície del sòl.

## Morfologia

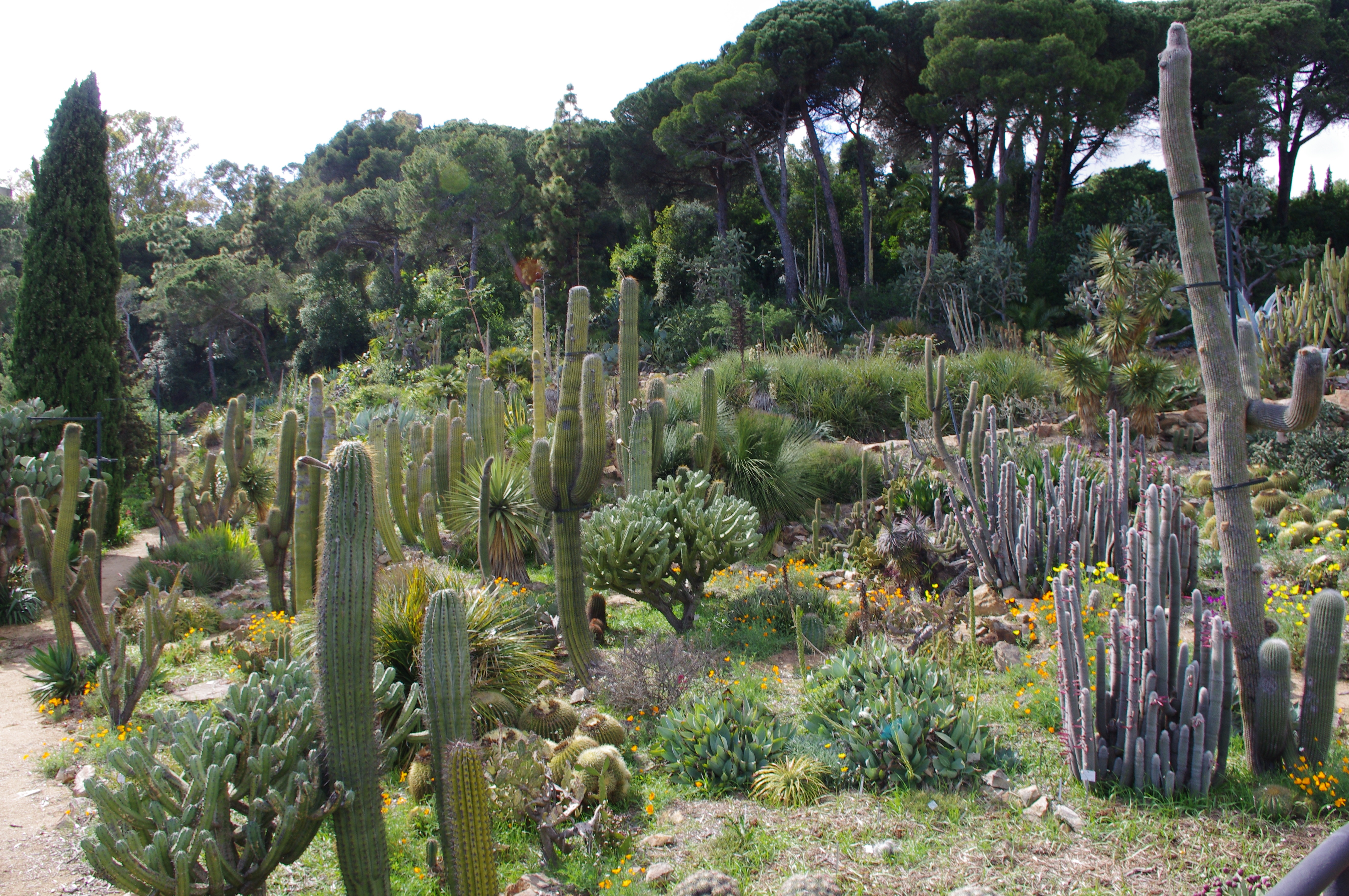
Diferents varietats de cactus al jardí botànic Marimurtra

### Arèoles
Tret característic i peculiar d'aquesta família, que la diferencia de totes les altres, és la presència d'arèoles: formacions que substitueixen els nusos normals de les altres plantes, sobre les quals es formen els brots que donaran lloc a fulles i flors i, en la base de les fulles proveïdes o no d'estípules, creixerà un segon brot que donarà lloc a noves ramificacions.
Sobre les arèoles apareixen toment, espines, aculis, sedes i gloquidis. El toment i les sedes substitueixen les petites escates protectores dels borrons normals; les espines són estípules o bé fulles modificades; les noves ramificacions, en estar formades per segments que s'uneixen a la base per un nus estret, s'anomenen articles. Com que tota l'arèola substitueix el nus, els borrons amb flors són superiors als que porten espines i generalment hi coexisteixen.
Una característica que ajuda a diferenciar una cactàcia d'una altra família de plantes és que, en els cactus, els aculis creixen superficialment, units a l'epidermis de les arèoles, no connectats amb la resta dels teixits (a diferència d'una Euphorbia, per exemple, en què si se li separa una espina, els teixits queden lesionats en estar l'espina unida als teixits subjacents). En una planta seca, l'arèola se separa íntegra amb les espines.

### Arrels
Poden ser força superficials, estenent-se molt en amplitud, o bé ser axonomorfes (com una pastanaga) per adquirir funcions de reserva. Això últim passa molt en petits cactus de zones extremadament àrides, en què a una tija reduïda li correspon una arrel desproporcionada.

### Tija
És llenyosa en les plantes de fulla persistent i se'n modifica en les restants, adquirint amplades i volums més grans que afavoreixen la retenció d'aigua a l'interior.
Junt amb la funció clorofílica realitza tots els intercanvis gasosos amb l'atmosfera.
Pot ser de forma cilíndrica, semicilíndrica o globular, per reduir la superfície de transpiració.
Si la capa espinosa és prou espessa, protegeix la planta del fred intens de la nit i de la radiació ultraviolada durant el dia.
Moltes espècies, amb l'edat, sembla que lignifiquin la zona de la base. En realitat es tracta de teixits esponjosos que s'endureixen, però que mantenen vasos circulatoris interns protegits per una superfície suberosa.
De vegades es produeix el fenomen de la fasciació: les tiges es desenvolupen de manera anormal, o els articles creixen en posició anormal, distorsionant-se, obrint-se en ventall o plegant-se durant el creixement. Aquest fenomen origina les denominades «monstruositats», molt buscades pels col·leccionistes.

### Fulles
En funció de l'afinitat entre els diferents gèneres, i tenint en compte els presumibles desenvolupaments temporals, se n'han classificat quatre categories:
1. Plantes que conserven fulles malgrat les característiques de la família. Només persistents en el gènere Pereskia, considerat una transició entre les plantes normals i les xeròfites. La tija està proveïda d'arèoles normals, de vegades molt espinoses, en les quals apareixen les fulles més o menys peciolades.
2. Plantes que presenten fulles, però gairebé sempre les perden ràpidament. Representada per les opuntines, en general tenen fulles petites que es perden molt aviat i no desenvolupen cap funció assimiladora. Les arèoles tenen petites sedes uncinades, els gloquidis, molt molests i dolorosos perquè s'insereixen sota la pell només tocant-los. Els gloquidis no apareixen en la resta de les cactàcies.
3. Plantes amb fulles rudimentàries, reduïdes a escates o en què no apareixen fulles. Persisteix, tanmateix, una expansió a la base foliar, que, soldada a les restants en diferents tipus de successió, formen les anomenades costelles o tubercles, sobre les quals es disposen les arèoles. Aquestes acostumen a aparèixer a l'àpex.
4. Plantes amb tiges amb aparença de fulla (cladodis), epífites o semiepífites. El mateix que en l'anterior.

### Flors
Acostumen a ser solitàries. No hi ha una clara distinció entre calze i corol·la, encara que hi ha una neta transició entre els sèpals i els pètals, disposades en espiral i generalment unides per la base o formant un tub de diferent forma i longitud. Poden ser de diferents formes i colors. Les flors acostumen a ser de forma regular. L'ovari circular o ovalat sol estar proveït d'arèola, escates, espines o pèls. Els estams, molt nombrosos, amb llargs filaments. El pistil pot ser més llarg, amb l'estigma sovint estrellat i de vegades de color. Alguns gèneres (com Opuntia) presenta estams sensitius (es mouen al contacte). Gairebé tots els gèneres tanquen les flors quan no els toca el sol directament; n'hi ha que poden arribar a tancar-se quan passen núvols i tornar a obrir-se després amb el cel destapat.

### Fruits
Gairebé totes les espècies fan una baia amb diverses o moltes llavors, que són petites en general, excepte en Opuntia, que són força grosses.

## Taxonomia

### Gèneres
Dins la família de les cactàcies es reconeixen els 150 gèneres següents:
- Acanthocalycium Backeb.
- Acanthocereus (Engelm.) Britton & Rose
- Acharagma (N.P.Taylor) Zimmerman ex Glass
- Airampoa Frič
- Aporocactus Lem.
- Ariocarpus Scheidw.
- Armatocereus Backeb.
- Arrojadoa Britton & Rose
- Arthrocereus A.Berger
- Astrophytum Lem.
- Austrocactus Britton & Rose
- Austrocylindropuntia Backeb.
- Aylostera Speg.
- Aztekium Boed.
- Bergerocactus Britton & Rose
- Blossfeldia Werderm.
- Borzicactus Riccob.
- Brachycereus Britton & Rose
- Brasilicereus Backeb.
- Brasiliopuntia (K.Schum.) A.Berger
- Browningia Britton & Rose
- Calymmanthium F.Ritter
- Carnegiea Britton & Rose
- Castellanosia Cárdenas
- Cephalocereus Pfeiff.
- Cereus Mill.
- Chamaecereus Britton & Rose
- Chichimecactus Bárcenas, H.M.Hern. & P.Hern.-Led.
- Cipocereus F.Ritter
- Cleistocactus Lem.
- Cochemiea (K.Brandegee) Walton
- Coleocephalocereus Backeb.
- Consolea Lem.
- Copiapoa Britton & Rose
- Corryocactus Britton & Rose
- Coryphantha (Engelm.) Lem.
- Cremnocereus M.Lowry, Winberg & Gut.Romero
- Cumarinia (Knuth) Buxb.
- Cumulopuntia F.Ritter
- Cylindropuntia (Engelm.) F.M.Knuth
- Deamia Britton & Rose
- Dendrocereus Britton & Rose
- Denmoza Britton & Rose
- Discocactus Pfeiff.
- Disocactus Lindl.
- Echinocactus Link & Otto
- Echinocereus Engelm.
- Echinopsis Zucc.
- Epiphyllum Haw.
- Epithelantha F.A.C.Weber ex Britton & Rose
- Eriosyce Phil.
- Escontria Rose
- Espostoa Britton & Rose
- Espostoopsis Buxb.
- Eulychnia Phil.
- Facheiroa Britton & Rose
- Ferocactus Britton & Rose
- Frailea Britton & Rose
- Geohintonia Glass & W.A.Fitz Maur.
- Grusonia F.Rchb. ex Britton & Rose
- Gymnocalycium Pfeiff. ex Mittler
- Haageocereus Backeb.
- Harrisia Britton
- Hatiora Britton & Rose
- Isolatocereus Backeb.
- Jasminocereus Britton & Rose
- Kadenicarpus Doweld
- Kroenleinia Lodé
- Lagenosocereus Doweld
- Lasiocereus F.Ritter
- Lemaireocereus Britton & Rose
- Leocereus Britton & Rose
- Lepismium Pfeiff.
- Leptocereus (A.Berger) Britton & Rose
- Leuchtenbergia Hook.
- Leucostele Backeb.
- Leuenbergeria Lodé
- Lobivia Britton & Rose
- Lophocereus Britton & Rose
- Lophophora J.M.Coult.
- Loxanthocereus Backeb.
- Lymanbensonia Kimnach
- Maihuenia Phil.
- Maihueniopsis Speg.
- Mammillaria Haw.
- Marshallocereus Backeb.
- Matucana Britton & Rose
- Melocactus Link & Otto
- Micranthocereus Backeb.
- Mila Britton & Rose
- Miqueliopuntia Frič ex F.Ritter
- Mirabella F.Ritter
- Mitrocereus (Backeb.) Backeb.
- Morangaya G.D.Rowley
- Myrtillocactus Console
- Neoraimondia Britton & Rose
- Neowerdermannia Frič
- Nyctocereus (A.Berger) Britton & Rose
- Obregonia Frič
- Opuntia Mill.
- Oreocereus Riccob.
- Oroya Britton & Rose
- Pachycereus (A.Berger) Britton & Rose
- Parodia Speg.
- Pediocactus Britton & Rose
- Pelecyphora C.Ehrenb.
- Peniocereus (A.Berger) Britton & Rose
- Pereskia Mill.
- Pereskiopsis Britton & Rose
- Pfeiffera Salm-Dyck
- Pilosocereus Byles & G.D.Rowley
- Polaskia Backeb.
- Praecereus Buxb.
- Pseudorhipsalis Britton & Rose
- Pterocactus K.Schum.
- Pterocereus T.MacDoug. & Miranda
- Punotia D.R.Hunt
- Quiabentia Britton & Rose
- Rapicactus Buxb. & Oehme
- Rauhocereus Backeb.
- Rebutia K.Schum.
- Reicheocactus Backeb.
- Rhipsalidopsis Britton & Rose
- Rhipsalis Gaertn.
- Rhodocactus (A.Berger) F.M.Knuth
- Salmonopuntia P.V.Heath
- Samaipaticereus Cárdenas
- Schlumbergera Lem.
- Sclerocactus Britton & Rose
- Selenicereus Britton & Rose
- Serrulatocereus Guiggi
- Setiechinopsis Backeb. ex de Haas
- Soehrensia Backeb.
- Stenocactus (K.Schum.) A.Berger
- Stenocereus (A.Berger) Riccob.
- Stetsonia Britton & Rose
- Strombocactus Britton & Rose
- Strophocactus Britton & Rose
- Tacinga Britton & Rose
- Tephrocactus Lem.
- Thelocactus (K.Schum.) Britton & Rose
- Trichocereus (A.Berger) Riccob.
- Turbinicarpus (Backeb.) Buxb. & Backeb.
- Uebelmannia Buining
- Vatricania Backeb.
- Weberbauerocereus Backeb.
- Weberocereus Britton & Rose
- Xiquexique Lavor, Calvente & Versieux
- Yavia R.Kiesling & Piltz
- Yungasocereus F.Ritter

## Història taxonòmica

### Prelinneans
- L'any 1535 apareix Historia de las Indias Occidentales, de Gonzalo Hernández de Oviedo y Valdés. S'hi representen plantes que avui en dia coneixem com a Cereus i una Opuntia.
- El 1552, al Codex Badianus, escrit per Martín de la Cruz, hi ha les primeres representacions d'un Cereus i una Opuntia.
- El 1597 es publica a Londres un dels herbaris més famosos: The herball or general Historie of Plants, de John Gerard. S'hi troben representats dos Cereus, un Melocactus i una Opuntia.
- El 1623, Gaspard Bauhin escriu Pinax Theatri Botanici, en què menciona Opuntia ficus carica i Cereus peruvianus spinosus fructu rubro.
- El 1688, en la Historia Plantarum II, de John Ray, surt un Echinomelocactos lanuginosum tubercolis spinosis, que es tractava d'una Mammillaria actual.
- El 1716 apareixen les primeres 70 pàgines juntes dedicades al tema en History of Succulent Plants, del professor Richard Bradley.

### Linné
- Linné, el 1753, va publicar el que es considera l'obra bàsica de la nomenclatura botànica, l'Species Plantarum. Va reagrupar totes les plantes conegudes fins al moment en una sola família anomenada Cactus (del grec káktos, que Teofrast i Teòcrit havien utilitzat per a denominar una planta espinosa, probablement un card).

### Postlinneans
- En Gardener's Dictionary, Miller considera inadequat el criteri de Linné i n'instaura quatre gèneres: Cactus, Opuntia, Cereus i Pereskia.
- El 1812 apareix Synopsis Plantarum succulentarum, en la qual Adrian H. Haworth torna a revolucionar la família en eliminar el gènere Cactus de Miller i afegir-ne d'altres, entre els quals destacava Mammillaria. Tanmateix, Cactus ha quedat com a nom genèric per a tota la família de plantes.
- Durant tot el segle xix, nombrosos autors viatgen i treballen per descobrir i identificar plantes, amb el resultat de tenir la llista cada cop més complicada. El 1904, Nathaniel Lord Britton, director del New York Botanical Garden, i Joseph Nelson Rose, encarregat de la Divisió de Plantes del Museu Nacional dels Estats Units, comencen una feina que els portà, el 1920, a publicar Cactaceae Britton & Rose, quatre volums en què la família es divideix en tribus, subtribus i sèries, n'estableixen nous gèneres i n'eliminen d'altres.
- Curt Backeberg, a mitjan segle xx, hi afegeix el grup de les epífites.

## Conreu
Una de les principals adaptacions dels cactus és la seva tolerància a períodes llargs de sequera. Aquesta resistència és relativa perquè es refereix a la quantitat d'aigua continguda en el substrat i, sobretot, a la llargada de temps que dura estancada. Hi ha llocs on pot ploure torrencialment i no afectar gens ni mica la planta, ja que el terreny està perfectament drenat i es tracta de fenòmens esporàdics.
Una consideració a tenir a l'hora de cultivar un cactus és conèixer el seu hàbitat d'origen per saber-ne les necessitats. En funció d'això, podem fer una divisió en quatre tipus d'ambients:
1. Plantes d'ambient desèrtic o predesèrtic.
2. Plantes d'ambient de muntanya.
3. Plantes d'ambient estepari o prats.
4. Plantes de selves tropicals o subtropicals.